# Lomechusoides strumosus
Lomechusoides strumosus är en skalbaggsart som först beskrevs av Fabricius 1793.  Lomechusoides strumosus ingår i släktet Lomechusoides, och familjen kortvingar. Arten är reproducerande i Sverige.